# أولكسندر أولينيك
أولكسندر أولينيك (بالأوكرانية: Олійник Олександр Миколайович)‏ هو لاعب كرة قدم أوكراني في مركز الوسط، ولد في 31 أكتوبر 1987 في إيزمائيل في أوكرانيا. لعب مع FC Ocean Kerch ‏.

## وصلات خارجية
- أولكسندر أولينيك على موقع اتحاد أوكرانيا (الإنجليزية)
- أولكسندر أولينيك على موقع قاعدة بيانات كرة القدم.إي يو (الإنجليزية)
- أولكسندر أولينيك على موقع Soccerway.com (الإنجليزية)